# شبكة اليونسكو العالمية لمحميات المحيط الحيوي

خريطة تظهر عدد محميات الإنسان والمحيط الحيوي في كل دولة.

شبكة اليونسكو العالمية لمحميات المحيط الحيوي التي تتبع برنامج الإنسان والمحيط الحيوي (ماب)، الذي انطلق في بداية السبعينيات من القرن الماضي، وضع الأسس لأجندة تخص بحوث تجمع عدة فروع علمية، وذلك في إطار العلوم الطبيعية والعلوم الاجتماعية، لأغراض التنمية المستدامة واستخدام التنوع الحيوي وصونه، وتحسين الصلات، على الصعيد العالمي، بين الشعوب والظروف البيئية المحيطة بها. ويستخدم هذا البرنامج شبكته العالمية الخاصة بمعازل المحيط الحيوي كوسيلة لتقاسم المعارف، وإجراء البحوث والمراقبة، والتعليم والتدريب، والمشاركة في اتخاذ القرارات، وتشمل الشبكة حالياً 531 موقعاً تنتشر في 105 بلدان.
معازل المحيط الحيوي هي عبارة عن مناطق تم تحديدها بموجب برنامج اليونسكو للإنسان والمحيط الحيوي (ماب) من أجل أن تكون أماكن لاختبار مختلف النهوج المتعلقة بالإدارة المتكاملة في مجال الموارد الساحلية والبحرية والأرضية، وموارد المياه العذبة، والتنوع الحيوي.
وتتيح معازل المحيط الحيوي الاختبار، في اتجاهات معيّنة، لمناهج تجمع بين المعارف العلمية وطرائق الإدارة، وترمي إلى: الحد من خسارة التنوع البيولوجي، وتحسين أسباب المعيشة للسكان، والنهوض بالأوضاع الاجتماعية والاقتصادية والثقافية التي لا بد منها لقيام التنمية المستدامة. ويمكن أيضا أن يستفاد من معازل المحيط الحيوي مواقعَ للتعليم وإجراء التجارب.
في الدورة رقم 21 للمجلس الدولي لتنسيق برنامج الإنسان والمحيط الحيوي في الفترة من 25 إلى 29 مايو/ أيار في جزيرة جيجو بجمهورية كوريا. وتقرر إضافة 22 موقعاً جديداً من 17 بلدا إلى شبكة اليونسكو العالمية لمعازل المحيط الحيوي التي تشمل حالياً 553 موقعا تنتشر في 107 بلداً.

## المواقع الجديدة
المواقع الجديدة وعددها 22 في 17 دولة هي :
1. بحيرات مونتبيللو في المكسيك: تقع في منطقة هيدرولوجية على درجة عالية من التنوع البيولوجي....
2. فورتوفينتورا في أسبانيا : ثاني أكبر جزيرة في أرخبيل الكاناري القريب من ساحل غرب أفريقيا. تضم مجموعة كبيرة من النظم الإيكولوجية...
3. جزيرة الزهور في البرتغال: جزء من المجموعة الغربية للأرخبيل اللازوردي الذي هو الجزء الظاهر من جبل مغمور بالمياه قريب...
4. دلتا الأورينوكو في فنزويلا: يتسم نظامه البرّي ونظامه المائي بدرجة كبيرة من التنوع البيولوجي حيث يأوي أكثر من 200 نوع من النباتات ومجموعة كبيرة من الحيوانات البرية والبحرية...
5. جبل ميوهيانغ في جمهورية كوريا الشعبية الديمقراطية: موقع مقدس وفقا للأسطورة التي تقول إنه كان موطنا للملك تانغون الجد الأكبر للشعب الكوري
6. شينان داودوهاي في جمهورية كوريا: يتكوّن من أرخبيل ومجموعة من الجزر...
7. غرايت ساندي في أستراليا: منطقة ساحلية تقع فيها أكبر غابة مطيرة في العالم تنبت على الرمال. وتضم الموقع الطبيعي لجزيرة فريزر ببحيراتها الكثبانية ذات المياه العذبة...
8. نوكريك في الهند: موقع بيوليوجي حيوي في ولاية مغالايا تجد فيه النظم الإيكولوجية وصفحة الأرض على طبيعتها. وتعيش في هذه المنطقة الأفيال والنمور والفهود وقرود الجيبون
9. باشمارهي في قلب الهند : منطقة تحتوي على محميات للنمور وغيرها من الحيوانات البرية
10. سيميلبال في الهند: محمية نمور
11. جيام سياك كيسيل - بوتيك باتو في أندونيسيا: منطقة مستنقعات
12. موي كا مو في فيتنام: أراض رسوبية جديدة
13. المعزل الحيوي لجبل موسى في لبنان
14. المعزل الحيوي في سوريا: تتميز بدرجة عالية من التنوع والثراء البيولوجي وباحتوائها على أجمل المناظر الطبيعية في المنطقة
15. بليازغو في ألمانيا: يطبق هذا المشروع أسلوب «الترابط بين المدن»...
16. سوابيان ألب في ألمانيا: موقع في جبل جورا الأوروبي تنبت فيه غابات الزان وبساتين الفاكهة وأيضا أشجار الصنوبر والتنوب،
17. ألتايسكي في الاتحاد الروسي: موقع في المنطقة الشمالية الشرقية والشرقية من جبال ألتاي. يتميز بالتنوع البيولوجي وبالتراث الثقافي
18. فهيمبي، جنوب إفريقيا : هي منطقة تشتهر عالمياً بفضل ثراء تنوعها الثقافي والحيوي
19. ديسنيانسكي، أوكرانيا : تقع في شرق بوليزي، بمحاذاة نهر الديسنا. يشمل هذا الموقع على مجموعة متنوعة من النظم الإيكولوجية، بما في ذلك الغابات والأنهار والبحيرات وسهول الفيضان والمستنقعات
20. جبل جيريس/ إكسوريس : معزل للمحيط الحيوي عابر للحدود بين البرتغال وإسبانيا، وتم إنشاؤه على أساس التواصل البيولوجي الجغرافي لسلسلة جبال جالايكوـ مينيوتاس والأودية المرتبطة بها
21. جزيرة كو شام ـ هوي أن في فيتنام وهي عبارة عن موقع ساحلي/ جزري/ بحري
22. بحيرة شيني في ماليزيا والتي تمثل هذه أول موقع من معازل المحيط الحيوي[5][6]

## وصلات خارجية
- المواقع على صفحة اليونسكو[وصلة مكسورة]
- اليونسكو تضم 23 موقع جديد لشبكة اليونسكو العالمية لمعازل المحيط الحيوي